# Fiord d'Aisén
El fiord d'Aysén (o també seno Aysén) és un fiord de Xile de més de70 km de llargada que es fa més estret cap a l'est des del canal Moraleda a la Región de Aysén, de Xile. Es connecta indirectament a la costa oberta de l'Oceà Pacífic, a través del canal Darwin. El riu Aysén hi desemboca.
Puerto Chacabuco (1.243 habitants el 2002) s'ubica a la vora del fiord. Puerto Aysén és travessat pel riu Aysén aproximadament a 4 km del fiord.
La marea de la zona del fiord abasta 8 metres. A causa dels correntsmarins la pluviometria mitjana de la zona és molt alta d'entre 4.000 a 7.000 mm anuals alsAndes del Sud de Xile.
Des de gener de 2007, el fiord d'Aysén ha sofert uns terratrèmols, degut a la formació d'un volcà submarí.